# Carolina (Schiff, 1817)
Die Carolina war das erste Dampfschiff auf der Donau und auch das erste Dampfschiff, das in Ungarn, das damals zum Kaisertum Österreich gehörte, gebaut wurde. Benannt wurde es nach der Kaiserin Karoline Auguste von Bayern, der vierten Frau von Kaiser Franz I.

## Geschichte
1813 rief die österreichische Regierung dazu auf, auf der Donau Dampfschiffe zum Einsatz zu bringen. Da dies erfolglos blieb, wiederholte sie diesen Aufruf 1817. Antal Bernhard (auch Anton Bernhard) aus Pécs baute den Schlepper Carolina und schleppte am 21. März 1817 einen Lastkahn von 488 t mit 3,4 km/h flussaufwärts und mit 17 km/h flussabwärts. Am 2. Mai führte er das Dampfschiff in Wien der Öffentlichkeit vor und am 10. Oktober dem Direktor des Polytechnischen Instituts Johann Joseph von Prechtl und Johann Arzberger. Am 6. Januar des folgenden Jahres erhielt er ein Privilegium für 15 Jahre für die Dampfschifffahrt auf der Donau.
Am 2. September 1818 machte Antal Bernhard einen Langstreckentest von Wien zunächst nach Bratislava, wofür er drei Stunden benötigte, und weiter nach Budapest in insgesamt 24 Stunden. Er wollte das Dampfschiff jetzt zum Transport von Gütern einsetzen, was jedoch misslang. Die Güter konnten nicht direkt auf die Carolina geladen werden, da die Dampfmaschine fast das ganze Schiff einnahm, und um Lastkähne flussaufwärts zu schleppen, reichte die Maschinenleistung nicht aus.